# Việt-Minh-Invasion in Laos (Frühjahr 1953)
Haiphong – Hanoi – Papillon – Léa – Ceinture – Route Coloniale 4 – Vĩnh Yên – Mạo Khê – Sông Đáy – Hòa Bình – Nghia Lo
– Lorraine – Nà Sản – Bretagne – Adolphe – Laos I – Atlante – Camargue – Hirondelle – Brochet – Mouette – Laos II – Điện Biên Phủ –  Mang-Yang-Pass
Als Viet-Minh-Invasion in Laos 1953 bezeichnet man eine Reihe von Gefechten, bei denen Truppen der Việt Minh im Indochinakrieg im Frühjahr 1953 in den Norden von Laos vorrückten. Die Việt Minh lieferten sich Gefechte mit der laotischen Armee und französischen Kolonialtruppen um die Königsstadt Luang Prabang und den Zugang nach Vientiane. Die Việt Minh zogen sich schließlich zurück, nachdem ihre Truppen erschöpft waren.

## Hintergrund
Der militärische Widerstand der Việt Minh im Indochinakrieg konzentrierte sich vor allem auf die Regionen Tonkin und Annam im Norden Vietnams. Laos wurde von einer pro-französischen Regierung beherrscht. Die Việt Minh hatten bereits 1950 begonnen, den laotischen kommunistischen Widerstand gegen diese Regierung um Prinz Souphanouvong zu unterstützen. Ab Dezember 1952 ließ das Oberkommando der Việt Minh um Vo Nguyen Giap größere Kampfhandlungen seiner regulären Kräfte einstellen. Giap ließ drei Infanteriedivisionen im Hochland von Tonkin auffrischen: Die 312. Infanteriedivision bei Dien Bien Phu, die 308. Infanteriedivision bei Na Cam und die 316. Infanteriedivision bei Moc Chau. Giap plante einen Vorstoß in Richtung Laos. Im unwegsamen Gelände des gebirgigen Binnenlandes wähnte das vietnamesische Oberkommando die Franzosen durch logistische Schwierigkeiten im Nachteil. Giap plante eine Invasion Laos mit dem Ziel möglichst viel Territorium des Landes unter die Kontrolle der Việt Minh und Pathet Lao zu bringen. Endziele der Operation waren Vientiane und Luang Prabang.

## Operationsverlauf
Am 9. April 1953 ließ Giap die drei bereitgestellten Division mit separaten Zielen in Laos einrücken. Die 312. Infanteriedivision sollte Richtung Luang Prabang vorrücken. Die 316. Infanteriedivision sollte via der Ebene der Tonkrüge nach Vientiane vorrücken. Die 308. Infanteriedivision rückte Richtung Pak Seng zwischen den beiden anderen Divisionen vor und war als Reserve für die beiden anderen Verbände vorgesehen. Die Việt Minh konnten zu Beginn der Operation rund 20 Kilometer pro Tag vorrücken und konnten die Verteidigungsstellungen der Kolonialtruppen rasch überrennen. Beim Rückzug gegen den Vorstoß der Việt Minh verloren die Franzosen und Laoten den Gegenwert von fünf Bataillonen. Am 30. April konnte die 312. Infanteriedivision die Garnison von Luang Prabang einschließen, welche aus drei französischen Bataillonen und laotischen Truppen bestand. Die Franzosen errichteten in der Ebene der Tonkrüge eine luftversorgte Basis und versammelten dort zehn Bataillone. Am 26. April griffen Truppen der 316. Infanteriedivision die Basis an, wurden jedoch zurückgeschlagen. Giap hielt die 308. weiterhin in Reserve und gab am 7. Mai 1953 den Befehl an die angreifenden Divisionen, sich unter dem Schutz der 308. Infanteriedivision zurückzuziehen. Diese Einheit wurde des Weiteren beauftragt, im Norden von Laos Nahrungs- und Materialdepots für weitere Operationen anzulegen.

## Folgen
Für die Franzosen bedeutete die Invasion von Laos sowohl eine Überraschung als auch eine logistische Herausforderung, da die Verstärkungen für Laos in dieser Geschwindigkeit nur per Lufttransport zu organisieren waren. In der Öffentlichkeit stellte die Fähigkeit der Việt Minh zu Angriffen in Laos eine Schwächung der französischen Position dar. Ebenso wurde die defensive Strategie von Oberbefehlshaber Raoul Salan von den US-amerikanischen Verbündeten kritisiert. Auf Seiten der Việt Minh wurde die Kampagne als strategischer Erfolg gewertet, da sie zeigte, dass die Việt Minh auch im unwegsamen Gelände Indochinas mit regulären Kräften operieren konnte. Das Oberkommando der Việt Minh sah dies als Bestätigung ihrer Strategie, den Krieg in die unwegsamen Bergregionen zu verlagern und plante eine neue Offensive in Tonkin, die schließlich zur Schlacht um Điện Biên Phủ führen sollte.